# Diocesi di Kibungo
La diocesi di Kibungo (in latino Dioecesis Kibungensis) è una sede della Chiesa cattolica in Ruanda suffraganea dell'arcidiocesi di Kigali. Nel 2021 contava 362.700 battezzati su 1.041.430 abitanti. È retta dal vescovo Jean-Marie Vianney Twagirayezu.

## Territorio
La diocesi comprende i distretti di Kayonza, Kirehe, Ngoma e Rwamagana nella nuova provincia Orientale del Ruanda.
Sede vescovile è la città di Kibungo, dove si trova la cattedrale di San Pietro.
Il territorio è suddiviso in 20 parrocchie.

## Storia
La diocesi è stata eretta il 5 settembre 1968 con la bolla Ecclesiam sanctam di papa Paolo VI, ricavandone il territorio dall'arcidiocesi di Kabgayi (oggi diocesi).
Originariamente suffraganea dell'arcidiocesi di Kabgayi, il 10 aprile 1976 è entrata a far parte della provincia ecclesiastica di Kigali.
Il 5 novembre 1981 ha ceduto una porzione del suo territorio a vantaggio dell'erezione della diocesi di Byumba.

## Cronotassi dei vescovi
Si omettono i periodi di sede vacante non superiori ai 2 anni o non storicamente accertati.
- Joseph Sibomana † (5 settembre 1968 - 30 marzo 1992 ritirato)
- Frédéric Rubwejanga (30 marzo 1992 - 28 agosto 2007 ritirato)
- Kizito Bahujimihigo (28 agosto 2007 - 29 gennaio 2010 dimesso)
  - Sede vacante (2010-2013)
- Antoine Kambanda (7 maggio 2013 - 19 novembre 2018 nominato arcivescovo di Kigali)[1]
  - Sede vacante (2018-2023)
- Jean-Marie Vianney Twagirayezu, dal 20 febbraio 2023

## Statistiche
La diocesi nel 2021 su una popolazione di 1.041.430 persone contava 362.700 battezzati, corrispondenti al 34,8% del totale.
| anno | popolazione | popolazione | popolazione | presbiteri | presbiteri | presbiteri | presbiteri                | diaconi | religiosi | religiosi | parrocchie |
| anno | battezzati  | totale      | %           | numero     | secolari   | regolari   | battezzati per presbitero | diaconi | uomini    | donne     | parrocchie |
| ---- | ----------- | ----------- | ----------- | ---------- | ---------- | ---------- | ------------------------- | ------- | --------- | --------- | ---------- |
| 1969 | 131.731     | 317.650     | 41,5        | 21         | 17         | 4          | 6.272                     |         | 22        | 54        | 7          |
| 1980 | 166.846     | 400.000     | 41,7        | 34         | 21         | 13         | 4.907                     |         | 31        | 49        | 11         |
| 1990 | 223.315     | 495.090     | 45,1        | 33         | 27         | 6          | 6.767                     |         | 23        | 57        | 11         |
| 1999 | 334.142     | 839.968     | 39,8        | 50         | 41         | 9          | 6.682                     |         | 9         | 90        | 11         |
| 2000 | 345.935     | 858.397     | 40,3        | 49         | 42         | 7          | 7.059                     | 2       | 7         | 99        | 11         |
| 2002 | 367.406     | 933.266     | 39,4        | 36         | 36         |            | 10.205                    | 2       | 5         | 100       | 12         |
| 2003 | 376.503     | 934.643     | 40,3        | 38         | 38         |            | 9.907                     | 2       | 5         | 93        | 12         |
| 2004 | 398.700     | 935.809     | 42,6        | 39         | 39         |            | 10.223                    |         | 6         | 93        | 12         |
| 2006 | 412.148     | 937.106     | 44,0        | 35         | 35         |            | 11.775                    |         | 6         | 95        | 12         |
| 2013 | 402.359     | 1.056.976   | 38,1        | 61         | 61         |            | 6.596                     |         | 5         | 133       | 13         |
| 2016 | 363.593     | 1.117.408   | 32,5        | 61         | 61         |            | 5.960                     |         | 5         | 122       | 15         |
| 2019 | 364.830     | 1.032.147   | 35,3        | 66         | 66         |            | 5.527                     |         | 31        | 146       | 20         |
| 2021 | 362.700     | 1.041.430   | 34,8        | 69         | 69         |            | 5.256                     |         | 24        | 167       | 20         |